# Jędrzej Śniadecki
Jędrzej Śniadecki (30. listopadu 1768, Rydlewo – 11. května 1838, Vilnius) byl polský lékař, biolog, chemik, filozof a satirik. Představitel polského osvícenství, nazývaný "otec polské chemie". Autor polského chemického názvosloví a objevitel spjatosti křivice s nedostatkem slunečního záření. Byl mladším bratrem Jana Śniadeckiho.

## Život
Narodil se v měšťanské rodině se šlechtickým erbem. Po smrti otce se o něj staral strýc z otcovy strany Jan, který byl profesorem na krakovské akademii. Středoškolské vzdělání získal na gymnáziu v Trzemeszně. Ve studiu pokračoval na Nowodworských školách v Krakově, kde absolvoval v červenci 1787. V letech 1787 až 1791 studoval medicínu na Krakovské univerzitě. Po absolutoriu odešel přes Vídeň do Padovy, kde na podzim 1791 začal studovat na tamní univerzitě praktické lékařství, chemii a fyziologii. V Itálii ho učil mj. Alessandro Volta. Absolvoval v roce 1793 a pak dva roky pobýval ve skotském Edinburghu. V roce 1797 byl jmenován profesorem chemie a medicíny na Hlavní škole Litevského velkoknížectví (dnes Vilniuská univerzita). Učil též na Lékařské a chirurgické akademii ve Vilniusu. Stejně jako jeho bratr a v rozporu s tradicí přednášel v polštině, což pobouřilo některé konzervativní kolegy. K jeho studentům patřil například Ignacy Domeyko. V letech 1806 až 1836 byl prezidentem Vilniuské lékařské společnosti. Byl řádným členem Varšavské společnosti přátel vědy. V roce 1817 patřil k zakladatelům Společnosti darebáků (Towarzystwo Szubrawców), skupiny intelektuálů organizovaných ve formě svobodného zednářství, která hájila ideu rovných práv pro všechny občany a bojovala proti pověrám a všemu, co odporuje racionálnímu pohledu na svět. Obzvláště spadeno měla na šířící se mesmerismus, ale také na polský romantismus. Básník Adam Mickiewicz kvůli tomu oba bratry Śniadecké zesměšnil v baladě Romantismus. Byl pohřben na vesnickém hřbitově v Horodnikách, které se nacházejí poblíž rodinného sídla Śniadeckých v Boltupu (dnešní Bělorusko).

## Dílo
Zabýval se zejména teorií roztoků. V roce 1808 ve svém díle Rozprava o novém kovu v surové platině oznámil objev nového prvku, který nazval Vestium. Objev však nebyl uznán, když roku 1811 Académie de France oznámila, že Śniadeckiho experiment, jak ho popsal, nelze zopakovat se stejnými výsledky. Znechucený Śniadecki o prvku dále už nikdy nepsal, nicméně existují úvahy, že ve skutečnosti mohl tehdy objevit prvek s atomovým číslem 44, zvaný dnes ruthenium, jehož objev je připisován Karlu Clausovi a datován rokem 1844.
Rozvinul základy polského chemického názvosloví a napsal první polskou učebnici chemie (Początki chemii). Byla používána na polských univerzitách až do 30. let 20. století. Jeho chemická terminologie, výrazně odlišná od terminologie ve světě, byla používána v polských učebnicích chemie až do konce 70. let 20. století a dodnes je přítomna v neobvyklých polských názvech základních prvků (wodór, węgiel, krzem, siarka apod.), které jsou v jiných evropských jazycích odvozeny přímo z jejich latinských názvů (v češtině je to podobné díky názvosloví Preslově).
V roce 1822 Śniadecki jako první popsal metodu léčby křivice pomocí zvýšeného vystavení slunečnímu záření (které způsobuje endogenní produkci vitamínu D). Byl také propagátorem hygieny a dietetiky a průkopníkem tělesné výchovy v Polsku. Tomuto tématu byla věnována už jeho dizertační práce z roku 1805. Jedná se o jednu z prvních polských prací o teorii tělesné výchovy, v níž Śniadecki zdůrazňuje, že péče o zdraví, tělesná zdatnost a vývoj duševní jsou neoddělitelným celkem.
Śniadecki je autorem originálního a inovativního díla s názvem Teorie organických bytostí vydaného v roce 1804 ve Varšavě, ve kterém popisuje jedinečnou vlastnost živých organismů, kterou je nepřetržitý metabolismus.
Přispíval články do satirického týdeníku Wiadomości Brukowe a psal i do největšího a nejprestižnějšího vilniuského deníku Wiadomości Wileńskie. Své satirické články podepisoval Filozofický povaleč z Vilniusu, Šlechtic na lopatě, Tulák Gulliver apod.